# Rob Kaman
Pour les articles homonymes, voir Kaman.
Robert Kaman, dit Rob Kaman, né le 5 juin 1960 à Amsterdam et mort le 30 mars 2024 à Skópelos, est un champion néerlandais de kick-boxing et de muay-thaï, détenteur de neuf titres de champion du monde. Il a commencé sa carrière avec le full-contact pour s'orienter par la suite vers le kickboxing.
Souvent surnommé Mr. Low Kick à cause de ses low kicks dévastateurs, il est réputé pour savoir choisir la bonne technique au bon moment. Il a remporté des combats en utilisant toutes les techniques existantes dans la panoplie du kickboxer.

## Biographie
Rob Kaman commence les arts martiaux à 16 ans avec le Pencak-Silat, puis découvre l'année suivante le muay-thaï. En mai 1978, il rentre au célèbre club Mejiro gym et suit des cours avec Jan Plas. Après quatre mois d'entrainement seulement, âgé de 18 ans, il dispute son premier combat contre le champion d’Europe de boxe française en titre, le Français Pierre Carillo, et perd le combat aux points

## Palmarès
- Combats : 112
- Victoires : 98
  - Par KO : 78
- Défaites : 12
- Égalité : 0

## Titres
- W.K.A. World Champion
- I.S.K.A. World Champion
- I.K.B.F. World Champion
- I.M.F. World Champion